# أنتوني بونر
أنتوني بونر (بالإنجليزية: Anthony Bonner)‏ مواليد 8 يونيو 1968 في سانت لويس، هو لاعب كرة سلة أمريكي معتزل. بدأ مسيرته الاحترافية في سنة 1990. تم اختياره من قبل فريق سكرامنتو كينغز خلال الدرافت. يبلغ طوله 6 قدم 8 بوصة (2.0 م). اعتزل اللعب في 2006. أحرز خلال مسيرته في الإن بي إيه 2199 نقطة بمعدل 6.9 نقاط في المباراة الواحدة.

## المسيرة الاحترافية
لعب مع سكرامنتو كينغز من سنة 1990 إلى 1993، ثم لعب مع نيويورك نيكس من سنة 1993 إلى 1995، ثم لعب مع فيرتوس بالاكانسترو بولونيا في موسم 1995–1996، ثم لعب مع أورلاندو ماجيك في سنة 1996، ثم لعب مع غلطة سراي لكرة السلة في الدوري التركي في موسم 1997–1998، ثم لعب مع ساسكي باسكونيا في الدوري الإسباني في موسم 1998–1999، ثم لعب مع بريوغان في موسم 1999–2000.

## روابط خارجية
- أنتوني بونر على موقع إن بي أي (الإنجليزية)
- أنتوني بونر على موقع سبورتس رفرنس (الإنجليزية)
- أنتوني بونر على موقع الدوري الإسباني لكرة السلة (الإسبانية)
- أنتوني بونر على موقع كرة السلة الأوروبية.كوم (الإنجليزية)
- أنتوني بونر على موقع كلية كرة السلة في سبورتس رفرنس.كوم (الإنجليزية)
- أنتوني بونر على موقع ريلجم (الإنجليزية)
- أنتوني بونر على موقع بروبوليرز (الإنجليزية)
- أنتوني بونر على موقع سبورتس رفرنس (الإنجليزية)